# Faustball-Europacup der Männer 2010
Der Faustball-Europacup der Männer 2010 im Faustball auf dem Feld fand am 3. und 4. Juli 2010 in Berlin statt. Er fand unter dem Namen ESCRIBA Faustball Europacup statt. Der ausrichtende Verein war der VfK 1901 Berlin. Den Titel gewann Union Schick Freistadt in einem österreichischen Finale gegen den FBC Linz Urfahr mit 4:0. Der Faustball-Europacup der Männer wurde zum ersten Mal in der deutschen Hauptstadt ausgetragen.

## Namensgeber
Das Beratungs- und Technologieunternehmen Escriba sicherte sich die Namensrechte des Faustball-Europacups 2010.

## Teilnehmer
Vier Mannschaften aus den drei führenden europäischen Faustball-Ländern nahmen am Europacup teil:
 Deutschland
- VfK 1901 Berlin (Meister)

 Österreich
- Union Schick Freistadt (Meister)
- FBC ASKÖ Linz Urfahr (Titelverteidiger)

 Schweiz
- FB Schwellbrunn (Meister)

## Spielplan
Die vier teilnehmenden Teams spielten in zwei Halbfinals die beiden Finalisten aus. Es wurde in allen vier Begegnungen auf vier Gewinnsätze gespielt.

### Halbfinale
| Samstag, 3. Juli 2010 |        |                  |   |                        |                                     |
| 12:00 Uhr             | Berlin | ASKÖ Linz Urfahr | – | FB Schwellbrunn        | 4:0 (11:8, 13:11, 9:11, 11:9, 11:5) |
| 14:00 Uhr             | Berlin | VfK 1901 Berlin  | – | Union Schick Freistadt | 1:4 (11:7, 9:11, 9:11, 10:12, 6:11) |

### Platzierungsspiele
| Sonntag, 4. Juli 2010 |           |        |                      |   |                        |                                           |
| Platz 3               | 11:00 Uhr | Berlin | VfK 1901 Berlin      | – | FB Schwellbrunn        | 2:4 (7:11, 12:14, 11:8, 6:11, 11:9, 5:11) |
| Finale                | 13:30 Uhr | Berlin | FBC ASKÖ Linz Urfahr | – | Union Schick Freistadt | 0:4 (7:11, 9:11, 9:11, 7:11)              |

## Schiedsrichter
Insgesamt drei IFA-Schiedsrichter aus den teilnehmenden Ländern leiteten die Begegnungen. Dies waren:
- Hans Hunn,  Schweiz
- Rainer Pfaffeneder,  Österreich
- Karsten Asbahr,  Deutschland

## Endergebnis
| Platz | Land                   |
| ----- | ---------------------- |
| 1.    | Union Schick Freistadt |
| 2.    | FBC ABU Linz Urfahr    |
| 3.    | FB Schwellbrunn        |
| 4.    | VfK 1901 Berlin        |